# Teologia krzyża
Teologia krzyża (łac. theologia crucis), także staurologia (nauka o krzyżu) – wyrażenie stworzone przez Marcina Lutra w celu wypracowania właściwego sposobu nauczania teologii. 
Według Lutra Boga miłosiernego i zbawiającego poznajemy jako ukrytego w Chrystusie ukrzyżowanym i w przeżyciach cierpienia i pokus. Teologia krzyża mówi o Bogu, który objawił się w ukryciu. Opowiada dramatyczną historię od Wcielenia aż do Krzyża, który dla jednych jest zgorszeniem, a dla innych głupstwem (1. Kor 1,18 n.). Teologia ta sprzeciwia się jakimkolwiek spekulacjom, pokazując równocześnie bezmiar miłosierdzia i misterium wiary w Tego, który „ukrył” swoją boskość w ciele Człowieka. W swoim dziele na temat Lutrowej teologii krzyża Walther von Loewenich przypomina, że krzyż Chrystusa wyraźnie pokazuje, że dla człowieka nie istnieje bezpośrednie poznanie Boga. W obliczu krzyża myślenie chrześcijańskie zatrzymuje się.
Dzięki objawieniu się Boga w nowy sposób krzyż, dawny pogański symbol, stał się świętym znakiem odkupienia: znakiem tym Kościół rozpoczyna wszelkie czynności, błogosławi nim i poświęca. Dlatego też wśród symboli chrześcijańskich przysługuje mu naczelne miejsce. Znak krzyża już od pierwszych wieków chrześcijaństwa odgrywa ważną rolę w życiu jego wyznawców. Wkrótce krzyż uznano za centrum i zasadniczą treść wiary i życia. Przekazy o krzyżu są nie tylko historią, lecz od początku są teologią. W świecie starochrześcijańskim możemy zauważyć bogactwo symboliki krzyża i zawarte w niej treści teologiczne.
Św. Paweł przemyślał dogłębnie wewnętrzny związek między wydarzeniami krzyża a zmartwychwstaniem. Podejmując przekazaną mu tradycję rozwinął nowotestamentową teologię krzyża. Orędzie o krzyżu uczynił centralnym tematem swojego przepowiadania (1 Kor 1, 23). Pomimo podstawowego odniesienia śmierci na krzyżu do zmartwychwstania, św. Paweł jeszcze ściślej wiąże wydarzenie z krzyża z wcieleniem Jezusa. Na wcielenie padają w pewnym sensie promienie krzyża. Wcielenie Jezusa jest wyrzeczeniem się własności i samoogołoceniem się Tego, który „(…) nie skorzystał ze sposobności, aby na równi być z Bogiem (…)”. Wcielenie Jezusa prowadzące do krzyża jest objawieniem się działania Boga. Wewnętrzna jedność wcielenia, krzyża i zbawienia znajduje wyraz w różnych zwrotach.
Kolejną ideą jest przebłaganie. Chrystus jest ustanowionym narzędziem przebłagania, przez które Bóg odpuścił grzechy. W tym sensie możemy Chrystusa nazwać barankiem paschalnym- ofiarą, która czyni zadość za grzechy (1 Kor 5,7b), ofiarą przymierza (1 Kor 11,24). Przebłaganie pojednało nas z Bogiem i otworzyło drogę do zbawienia (2 Kor 5, 18).
W rozumieniu św. Pawła wszystko to razem oznacza, że w samopoświęceniu się Chrystusa dokonuje się sprawiedliwość Boga, gdyż Jezus Chrystus w posłuszeństwie przyjmuje na siebie winę ludzi i ponosi za nią śmierć, niszcząc w ten sposób winę i grzech człowieka.
Inną ideą jest wykupienie. Chrystus, umierając na krzyżu, niszczy moc przekleństwa podającą się za moc zbawczą. Paweł, dostrzegając związek między śmiercią na krzyżu a mocami przekleństwa kreśli zarazem rozległą sferę zbawczej wartości krzyża. Śmierć Chrystusa nie jest tylko warunkiem, lecz także drogą i środkiem Jego panowania nad ludźmi. W jednym ciele przez krzyż wszyscy zostają pojednani, złożeni w ofierze Bogu. W ten sposób dzięki Chrystusowi nastaje wszystko ograniczający pokój.
Św. Paweł konsekwentnie przemyślał swoją teologię krzyża, dlatego zrozumiałe jest, że tak walczył o uznanie orędzia krzyża. Człowiek nie powinien się już chlubić swoimi uczynkami Prawa, ale w wierze przyjąć ufnie zbawienie w słowie o krzyżu.